# Tanyproctoides arabicus
Tanyproctoides arabicus är en skalbaggsart som beskrevs av Gilbert John Arrow 1932. Tanyproctoides arabicus ingår i släktet Tanyproctoides och familjen Melolonthidae. Inga underarter finns listade i Catalogue of Life.